# Transport indywidualny

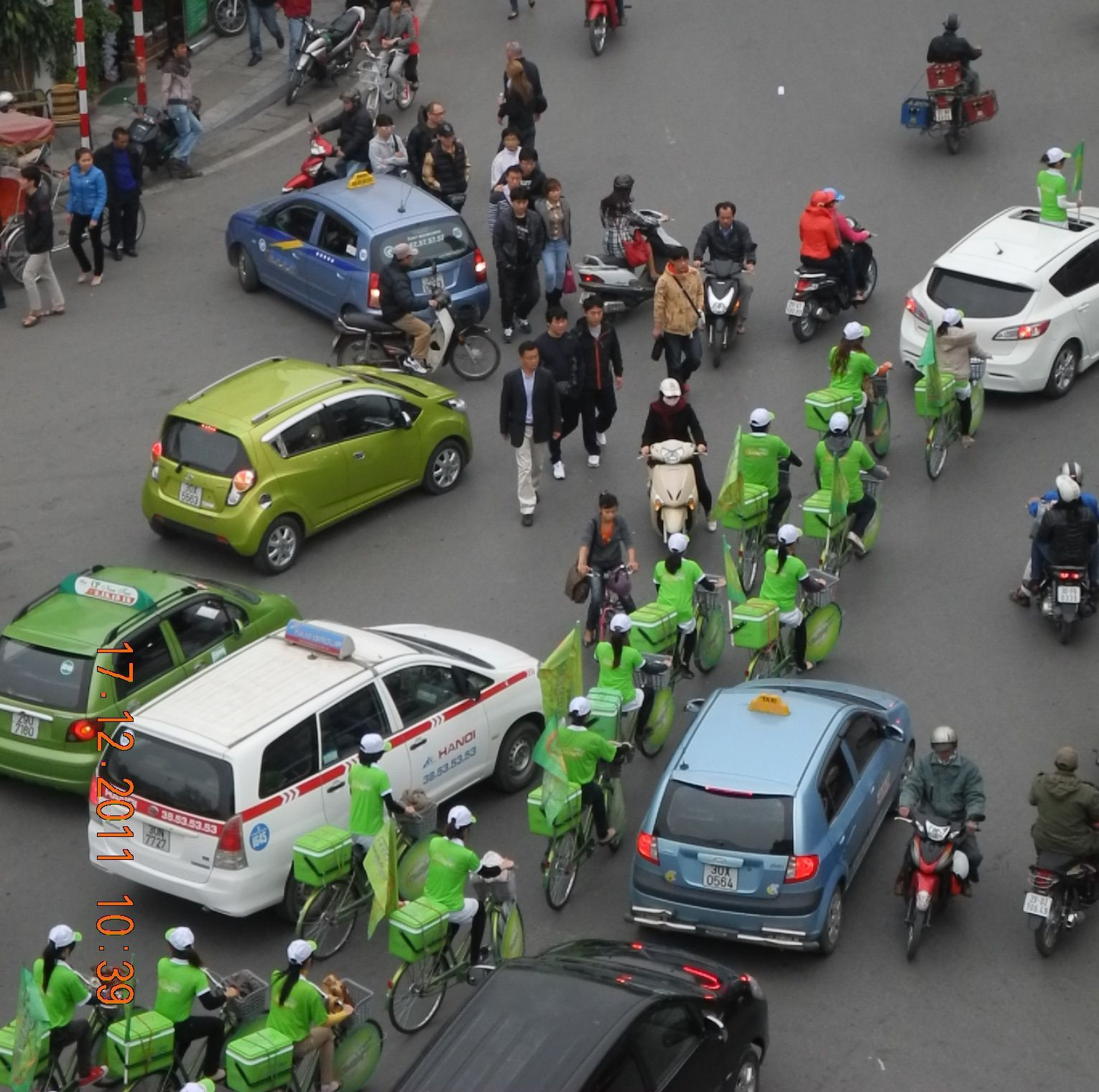
Transport indywidualny

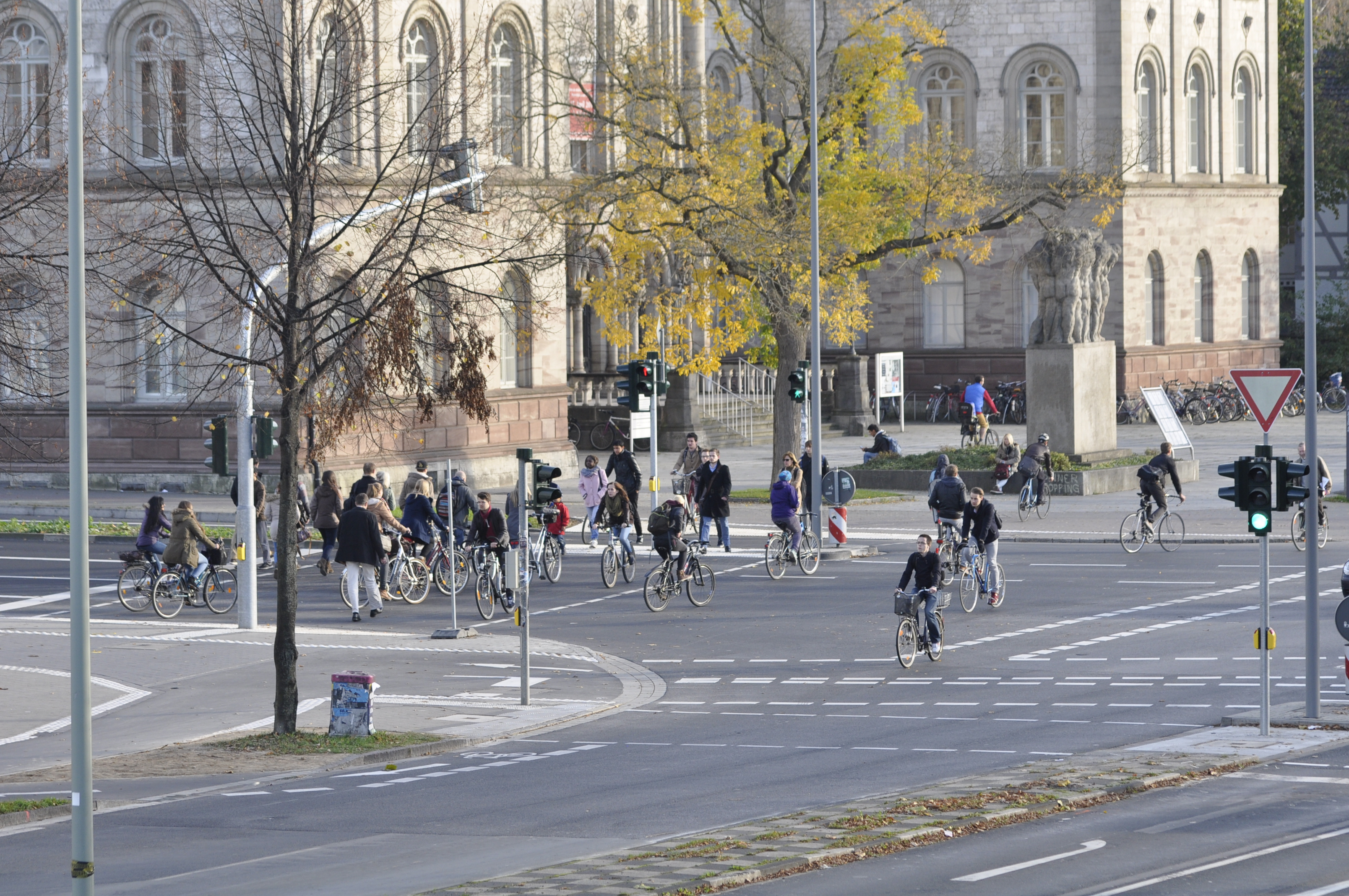
Transport indywidualny

Transport indywidualny – jeden z dwóch rodzajów transportu według podziału ze względu na dostępność dla użytkowników . Obejmuje sposoby przemieszczania się inne niż z wykorzystaniem transportu zbiorowego . Transport indywidualny zaspokaja potrzeby transportowe konkretnej osoby lub rodziny .
Transport indywidualny obejmuje m.in. ruch:
- pieszych,
- pojazdów zaprzęgowych,
- urządzeń transportu indywidualnego,
- urządzeń wspomagających ruch,
- pojazdów jednośladowych w tym rowerów jednośladowych
- samochodów osobowych,
- lotnictwa ogólnego,
- łodzi motorowych.

Środki transportu indywidualnego mogą należeć do posiadaczy, bądź być wynajmowane / współdzielone (np. taksówki, car-sharing, rowery miejskie, hulajnogi współdzielone, skutery elektryczne).